# آکیکو کوموتو
آکیکو کوموتو (انگلیسی: Akiko Kōmoto؛ زادهٔ ۴ فوریهٔ ۱۹۶۹) صداپیشه اهل ژاپن است.